# Philipp Jung (Mediziner)
Philipp Jung (* 22. April 1870 in Frankfurt am Main; † 28. Juni 1918 in Göttingen) war ein deutscher Gynäkologe und Hochschullehrer.

## Leben
Jung studierte Medizin an der Universität Heidelberg und wurde 1889 Mitglied des Corps Suevia Heidelberg. Als Nachfolger von Carl Menge leitete er die Erlanger Universitäts-Frauenklinik. Von 1910 bis 1918 war er o. Professor und Direktor der Klinik für Gynäkologie und Geburtshilfe an der Universität Göttingen. Die Einrichtung der Abteilung für Strahlentherapie ist auf ihn zurückzuführen. Ihm folgte Karl Reifferscheid. Jung war Geheimer Medizinalrat.